# Taabri
Taabri – wieś w Estonii, w prowincji Tartu, w gminie Tartu.